# Wato Baya
Wato Baya is een bestuurslaag in het regentschap Flores Timur van de provincie Oost-Nusa Tenggara, Indonesië. Wato Baya telt 894 inwoners (volkstelling 2010).